# Liège-Bastogne-Liège 2021
Le Liège-Bastogne-Liège 2021 est la 107e édition de cette course cycliste masculine sur route. 
Il a lieu le 25 avril 2021 dans les provinces de Liège et de Luxembourg, en Belgique, et fait partie du calendrier UCI World Tour 2021 en catégorie 1.UWT.

## Présentation
Liège-Bastogne-Liège, la « doyenne des classiques », connaît en 2021 sa 107e édition. La course est organisée par le RC Pesant Club Liégeois et la société Amaury Sport Organisation. La course a une longueur de 259.1 kilomètres. Depuis 2019, l'arrivée de la course est revenue dans le centre de Liège et est jugée comme en 2020 sur le quai des Ardennes. Entre 1992 et 2018, l'arrivée avait été déplacée à Ans.

### Parcours
Par rapport à l'édition de 2020, le parcours est quelque peu modifié : entre Spa et Remouchamps, la côte du Maquisard est remplacée par la côte de Desnié. 
| Num | Nom                                 | km    | Longueur (m) | Pente moyenne | km de l'arrivée |
| --- | ----------------------------------- | ----- | ------------ | ------------- | --------------- |
| 1   | Côte de la Roche-en-Ardenne         | 76    | 2 900        | 5,6 %         | 183.5           |
| 2   | Côte de Saint-Roch                  | 123.5 | 1 000        | 11,2 %        | 136             |
| 3   | Côte de Mont-le-Soie                | 164.5 | 4 000        | 6,1 %         | 95              |
| 4   | Côte de Wanne                       | 172,5 | 2 800        | 7,4 %         | 87              |
| 5   | Côte de Stockeu (Stèle Eddy Merckx) | 179   | 1 000        | 12,5 %        | 80.5            |
| 6   | Côte de la Haute-Levée              | 183,5 | 3 600        | 5,6 %         | 73              |
| 7   | Col du Rosier                       | 197,5 | 4 400        | 5,9 %         | 62              |
| 8   | Côte de Desnié                      | 211   | 1 600        | 8,1 %         | 48.5            |
| 9   | Côte de La Redoute                  | 224   | 2 000        | 8,9 %         | 35.5            |
| 10  | Côte des Forges (Stèle Stan Ockers) | 236   | 1 530        | 6,9 %         | 23.5            |
| 11  | Côte de la Roche aux faucons        | 246   | 1 300        | 11 %          | 13.5            |

### Équipes
| WorldTeams (19)- AG2R Citroën Team - Astana-Premier Tech - Bahrain Victorious - Bora-Hansgrohe - Cofidis - Deceuninck-Quick Step - EF Education-Nippo - Groupama-FDJ - Ineos Grenadiers - Intermarché-Wanty-Gobert Matériaux - Israel Start-Up Nation - Jumbo-Visma - Lotto Soudal - Movistar Team - Team BikeExchange - Team DSM - Qhubeka Assos - Trek-Segafredo - UAE Team Emirates ProTeams (6)- Alpecin-Fenix - Arkéa-Samsic - Bingoal Pauwels Sauces WB - Gazprom-RusVelo - Sport Vlaanderen-Baloise - Total Direct Énergie |
| |

### Favoris
Les deux grands favoris de cette Doyenne 2021 sont le Français champion du monde Julian Alaphilippe (Deceuninck-Quick Step), vainqueur quatre jours plus tôt de la Flèche wallonne et le Slovène Primož Roglič, deuxième à la Flèche et vainqueur lors de la dernière édition de Liège-Bastogne-Liège en octobre 2020.
Parmi les favoris, on peut aussi citer les coéquipiers de UAE Team Emirates: le Slovène Tadej Pogačar et le Suisse Marc Hirschi respectivement troisième et quatrième de l'édition 2020 et qui ont été privés de Flèche wallonne le mercredi précédent pour cause de cas de Covid-19 dans leur équipe. 
On peut aussi mentionner sur la liste des vainqueurs potentiels le vétéran espagnol Alejandro Valverde (Movistar), quadruple vainqueur à Liège qui fête ses 41 ans ce jour, le Danois Jakob Fuglsang, vainqueur à Liège en 2019, les Français David Gaudu (Groupama-FDJ) et Warren Barguil (Arkéa), l'Allemand  Maximilian Schachmann (Bora-Hansgrohe), le Canadien Michael Woods (Israel Start-Up) et le Colombien Esteban Chaves (BikeExchange).
Alors qu'il devait faire l'impasse à Liège, le jeune britannique Tom Pidcock avait décidé de s'aligner au départ de la Doyenne mais il doit finalement déclarer forfait souffrant des suites de la chute qu'il avait faite lors de la Flèche wallonne. Son équipe Ineos-Grenadiers compte d'autres prétendants à la victoire comme ses compatriotes Tao Geoghegan Hart et Adam Yates, le Polonais Michal Kwiatkowski et l'Équatorien Richard Carapaz.

## Déroulement de la course
La traditionnelle échappée matinale formée après 6 kilomètres de course se compose de sept coureurs représentant cinq équipes. Il s'agit du Belge Laurens Huys et du Néerlandais Mathijs Paasschens de l'équipe Bingoal-WB, du Belge Loïc Vliegen et de l'Italien Lorenzo Rota de l'équipe Intermarché-Wanty-Gobert, du Russe Sergey Chernetskiy (Gazprom), du Polonais Tomasz Marczyński (Lotto-Soudal) et du Belge Aaron Van Poucke (Sport Vlaanderen). Cette échappée compte jusqu'à plus de 6 minutes d'avance sur le peloton. Au col du Rosier, à 60 kilomètres de l'arrivée, un groupe de chasse de trois hommes se dégage du peloton. Ce trio composé de l'Ukrainien Mark Padun (Bahrain), du Belge Harm Vanhoucke (Lotto-Soudal) et du Britannique Mark Donovan (DSM) compte jusqu'à une minute d'avance sur le peloton mais ne rejoint pas les hommes de tête. Dans l'ascension de la côte de la Redoute, Rota et Huys se détachent mais sont rejoints quelques kilomètres plus loin à Sprimont par Vliegen et Marczyński. Dans la descente menant au pied de la côte des Forges, Loïc Vliegen attaque et se retrouve seul en tête pour aborder la côte des Forges mais il est victime de crampes et est dépassé par Rota et Marczyński. 
Ces deux derniers rescapés de l'échappée matinale sont aussitôt repris au sommet des Forges à 23 kilomètres du terme par un groupe d'une douzaine d'hommes emmené par quatre coureurs de l'équipe Ineos Grenadiers. À 21,5 km de l'arrivée, l'un d'eux, l'Équatorien Richard Carapaz sort de ce groupe et s'isole en tête dans la descente menant à Méry, au pied de la côte de la Roche-aux-faucons. Derrière lui, un peloton d'une trentaine de coureurs comprenant les principaux favoris s'est reconstitué. Mais dans la partie la plus pentue de la Roche-aux-Faucons, Carapaz est repris et dépassé. Sous l'impulsion du Canadien Michael Woods (Israel Start-Up), un groupe de cinq coureurs se détache dans les derniers mètres de cette côte, à quinze kilomètres de l'arrivée. Woods est accompagné par les Français David Gaudu (Groupama-FDJ) et Julian Alaphilippe (Deceuninck-Quick Step), le Slovène Tadej Pogačar (UAE) et l'Espagnol Alejandro Valverde (Movistar). Sur la dernière montée menant à Boncelles, Woods essaie de fausser compagnie à ses  compagnons d'échappée mais en vain. Distancé et menant la chasse, le Slovène Primož Roglič (Jumbo-Visma) n'est logiquement pas relayé par les équipiers UAE de Pogačar Marc Hirschi et Davide Formolo et ne peut recoller au groupe de tête dévalant vers Liège. 
Sur le quai des Ardennes où se juge l'arrivée, Valverde lance le sprint final. Il est doublé par Alaphilippe, lui-même remonté par Pogačar qui franchit la ligne d'arrivée en vainqueur.

## Classements

### Classements de la course
| \| Classement général \| Classement général \| Classement général \| Classement général \| Classement général \| \| Coureur \| Coureur \| Pays \| Équipe \| Temps \| \| ------------------ \| --------------------- \| ------------------ \| ---------------------- \| ------------------ \| \| 1er \| Tadej Pogačar \| Slovénie \| UAE Team Emirates \| 6 h 39 min 26 s \| \| 2e \| Julian Alaphilippe \| France \| Deceuninck-Quick Step \| + 0 s \| \| 3e \| David Gaudu \| France \| Groupama-FDJ \| + 0 s \| \| 4e \| Alejandro Valverde \| Espagne \| Movistar Team \| + 0 s \| \| 5e \| Michael Woods \| Canada \| Israel Start-Up Nation \| + 0 s \| \| 6e \| Marc Hirschi \| Suisse \| UAE Team Emirates \| + 7 s \| \| 7e \| Tiesj Benoot \| Belgique \| Team DSM \| + 7 s \| \| 8e \| Bauke Mollema \| Pays-Bas \| Trek-Segafredo \| + 7 s \| \| 9e \| Maximilian Schachmann \| Allemagne \| Bora-Hansgrohe \| + 9 s \| \| 10e \| Matej Mohorič \| Slovénie \| Bahrain Victorious \| + 9 s \| \| 11e \| Michał Kwiatkowski \| Pologne \| Ineos Grenadiers \| + 9 s \| \| 12e \| Jakob Fuglsang \| Danemark \| Astana-Premier Tech \| + 9 s \| \| 13e \| Primož Roglič \| Slovénie \| Jumbo-Visma \| + 9 s \| \| 14e \| Esteban Chaves \| Colombie \| BikeExchange \| + 9 s \| \| 15e \| Guillaume Martin \| France \| Cofidis \| + 9 s \| \| 16e \| Davide Formolo \| Italie \| UAE Team Emirates \| + 9 s \| \| 17e \| Jack Haig \| Australie \| Bahrain Victorious \| + 12 s \| \| 18e \| Adam Yates \| Royaume-Uni \| Ineos Grenadiers \| + 37 s \| \| 19e \| Michael Matthews \| Australie \| BikeExchange \| + 1 min 21 s \| \| 20e \| Patrick Konrad \| Autriche \| Bora-Hansgrohe \| + 1 min 21 s \| |                       |             |                        |                 |
| |                       |             |                        |                 |
| Source : ProCyclingStats |                       |             |                        |                 |
| Classement général |                       |             |                        |                 |
| Coureur | Coureur               | Pays        | Équipe                 | Temps           |
| 1er | Tadej Pogačar         | Slovénie    | UAE Team Emirates      | 6 h 39 min 26 s |
| 2e | Julian Alaphilippe    | France      | Deceuninck-Quick Step  | + 0 s           |
| 3e | David Gaudu           | France      | Groupama-FDJ           | + 0 s           |
| 4e | Alejandro Valverde    | Espagne     | Movistar Team          | + 0 s           |
| 5e | Michael Woods         | Canada      | Israel Start-Up Nation | + 0 s           |
| 6e | Marc Hirschi          | Suisse      | UAE Team Emirates      | + 7 s           |
| 7e | Tiesj Benoot          | Belgique    | Team DSM               | + 7 s           |
| 8e | Bauke Mollema         | Pays-Bas    | Trek-Segafredo         | + 7 s           |
| 9e | Maximilian Schachmann | Allemagne   | Bora-Hansgrohe         | + 9 s           |
| 10e | Matej Mohorič         | Slovénie    | Bahrain Victorious     | + 9 s           |
| 11e | Michał Kwiatkowski    | Pologne     | Ineos Grenadiers       | + 9 s           |
| 12e | Jakob Fuglsang        | Danemark    | Astana-Premier Tech    | + 9 s           |
| 13e | Primož Roglič         | Slovénie    | Jumbo-Visma            | + 9 s           |
| 14e | Esteban Chaves        | Colombie    | BikeExchange           | + 9 s           |
| 15e | Guillaume Martin      | France      | Cofidis                | + 9 s           |
| 16e | Davide Formolo        | Italie      | UAE Team Emirates      | + 9 s           |
| 17e | Jack Haig             | Australie   | Bahrain Victorious     | + 12 s          |
| 18e | Adam Yates            | Royaume-Uni | Ineos Grenadiers       | + 37 s          |
| 19e | Michael Matthews      | Australie   | BikeExchange           | + 1 min 21 s    |
| 20e | Patrick Konrad        | Autriche    | Bora-Hansgrohe         | + 1 min 21 s    |

### Classements UCI
La course attribue des points au Classement mondial UCI 2021 selon le barème suivant :
| Position           | 1er | 2e  | 3e  | 4e  | 5e  | 6e  | 7e  | 8e  | 9e  | 10e | 11e | 12e | 13e | 14e | 15e | 16e à 20e | 21e à 30e | 31e à 50e | 51e à 55e | 56e à 60e |
| Classement général | 500 | 400 | 325 | 275 | 225 | 175 | 150 | 125 | 100 | 85  | 70  | 60  | 50  | 40  | 35  | 30        | 20        | 10        | 5         | 3         |

## Liste des participants
| Légende | Légende                                                                    | Légende | Légende                                                    |
| ------- | -------------------------------------------------------------------------- | ------- | ---------------------------------------------------------- |
| Num     | Dossard de départ porté par le coureur sur ce Liège-Bastogne-Liège         | Pos     | Position à l'arrivée de la course                          |
|         | Indique un maillot de champion national ou mondial, suivi de sa spécialité | NP      | Indique un coureur qui n'a pas pris le départ de la course |
| AB      | Indique un coureur qui n'a pas terminé la course                           | HD      | Indique un coureur qui a terminé la course hors des délais |

| Jumbo-Visma TJV | Jumbo-Visma TJV             | Jumbo-Visma TJV |
| --------------- | --------------------------- | --------------- |
| Num             | Coureur                     | Pos             |
| 1               | Primož Roglič (SLO) (route) | 13e             |
| 2               | Robert Gesink (NED)         | 47e             |
| 3               | Lennard Hofstede (NED)      | 142e            |
| 4               | Paul Martens (GER)          | AB              |
| 5               | Sam Oomen (NED)             | 94e             |
| 6               | Christoph Pfingsten (GER)   | AB              |
| 7               | Jonas Vingegaard (DEN)      | 28e             |

| UAE Team Emirates UAD | UAE Team Emirates UAD      | UAE Team Emirates UAD |
| --------------------- | -------------------------- | --------------------- |
| Num                   | Coureur                    | Pos                   |
| 11                    | Tadej Pogačar (SLO)        | 1er                   |
| 12                    | Rui Costa (POR)            | 63e                   |
| 13                    | David de la Cruz (ESP)     | AB                    |
| 14                    | Davide Formolo (ITA)       | 16e                   |
| 15                    | Marc Hirschi (SUI)         | 6e                    |
| 16                    | Vegard Stake Laengen (NOR) |                       |
| 17                    | Brandon McNulty (USA)      | AB                    |

| Bahrain Victorious TBV | Bahrain Victorious TBV  | Bahrain Victorious TBV |
| ---------------------- | ----------------------- | ---------------------- |
| Num                    | Coureur                 | Pos                    |
| 21                     | Wout Poels (NED)        | 109e                   |
| 22                     | Eros Capecchi (ITA)     | AB                     |
| 23                     | Jack Haig (AUS)         | 17e                    |
| 24                     | Heinrich Haussler (AUS) | AB                     |
| 25                     | Matej Mohorič (SLO)     | 10e                    |
| 26                     | Mark Padun (UKR)        | 79e                    |
| 27                     | Dylan Teuns (BEL)       | 34e                    |

| Deceuninck-Quick Step DQT | Deceuninck-Quick Step DQT        | Deceuninck-Quick Step DQT |
| ------------------------- | -------------------------------- | ------------------------- |
| Num                       | Coureur                          | Pos                       |
| 31                        | Julian Alaphilippe (FRA) (route) | 2e                        |
| 32                        | João Almeida (POR)               | 65e                       |
| 33                        | Dries Devenyns (BEL)             | AB                        |
| 34                        | Mikkel Honoré (DEN)              | 50e                       |
| 35                        | James Knox (GBR)                 | 33e                       |
| 36                        | Pieter Serry (BEL)               | 138e                      |
| 37                        | Mauri Vansevenant (BEL)          | 80e                       |

| Movistar Team MOV | Movistar Team MOV        | Movistar Team MOV |
| ----------------- | ------------------------ | ----------------- |
| Num               | Coureur                  | Pos               |
| 41                | Alejandro Valverde (ESP) | 4e                |
| 42                | Jorge Arcas (ESP)        | 129e              |
| 43                | Matteo Jorgenson (USA)   | 56e               |
| 44                | Lluís Mas (ESP)          | AB                |
| 45                | Enric Mas (ESP)          | 116e              |
| 46                | Gonzalo Serrano (ESP)    | 118e              |
| 47                | Carlos Verona (ESP)      | 71e               |

| EF Education-Nippo EFN | EF Education-Nippo EFN         | EF Education-Nippo EFN |
| ---------------------- | ------------------------------ | ---------------------- |
| Num                    | Coureur                        | Pos                    |
| 51                     | Sergio Higuita (COL) (route)   | 31e                    |
| 52                     | Jonathan Caicedo (ECU) (route) | 107e                   |
| 53                     | Simon Carr (GBR)               | 131e                   |
| 54                     | Lawson Craddock (USA)          | 139e                   |
| 55                     | Alex Howes (USA) (route)       | 99e                    |
| 56                     | Michael Valgren (DEN)          | 58e                    |
| 57                     | Hideto Nakane (JPN)            | AB                     |

| Team DSM DSM | Team DSM DSM             | Team DSM DSM |
| ------------ | ------------------------ | ------------ |
| Num          | Coureur                  | Pos          |
| 61           | Tiesj Benoot (BEL)       | 7e           |
| 62           | Nikias Arndt (GER)       | 98e          |
| 63           | Mark Donovan (GBR)       | 38e          |
| 64           | Chris Hamilton (AUS)     | 69e          |
| 65           | Andreas Leknessund (NOR) | AB           |
| 66           | Martijn Tusveld (NED)    | 49e          |
| 67           | Kevin Vermaerke (USA)    | 140e         |

| Arkéa-Samsic ARK | Arkéa-Samsic ARK         | Arkéa-Samsic ARK |
| ---------------- | ------------------------ | ---------------- |
| Num              | Coureur                  | Pos              |
| 71               | Warren Barguil (FRA)     | 26e              |
| 72               | Thibault Guernalec (FRA) | 137e             |
| 73               | Kévin Ledanois (FRA)     | 114e             |
| 74               | Łukasz Owsian (POL)      | 82e              |
| 75               | Laurent Pichon (FRA)     | 43e              |
| 76               | Alan Riou (FRA)          | 133e             |
| 77               | Diego Rosa (ITA)         | 52e              |

| Ineos Grenadiers IGD | Ineos Grenadiers IGD     | Ineos Grenadiers IGD |
| -------------------- | ------------------------ | -------------------- |
| Num                  | Coureur                  | Pos                  |
| 81                   | Richard Carapaz (ECU)    | DQ                   |
| 82                   | Eddie Dunbar (IRL)       | 124e                 |
| 83                   | Tao Geoghegan Hart (GBR) | 35e                  |
| 84                   | Michał Gołaś (POL)       | 135e                 |
| 85                   | Michał Kwiatkowski (POL) | 11e                  |
| 86                   | Luke Rowe (GBR)          | 134e                 |
| 87                   | Adam Yates (GBR)         | 18e                  |

| Israel Start-Up Nation ISN | Israel Start-Up Nation ISN   | Israel Start-Up Nation ISN |
| -------------------------- | ---------------------------- | -------------------------- |
| Num                        | Coureur                      | Pos                        |
| 91                         | Michael Woods (CAN)          | 5e                         |
| 92                         | Guillaume Boivin (CAN)       | AB                         |
| 93                         | Omer Goldstein (ISR) (route) | 101e                       |
| 94                         | Reto Hollenstein (SUI)       | 120e                       |
| 95                         | Daryl Impey (RSA)            | 70e                        |
| 96                         | Krists Neilands (LAT)        | 25e                        |
| 97                         | Guy Sagiv (ISR)              | AB                         |

| Groupama-FDJ GFC | Groupama-FDJ GFC         | Groupama-FDJ GFC |
| ---------------- | ------------------------ | ---------------- |
| Num              | Coureur                  | Pos              |
| 101              | David Gaudu (FRA)        | 3e               |
| 102              | Bruno Armirail (FRA)     | AB               |
| 103              | William Bonnet (FRA)     | AB               |
| 104              | Matthieu Ladagnous (FRA) | 105e             |
| 105              | Valentin Madouas (FRA)   | 83e              |
| 106              | Rudy Molard (FRA)        | 62e              |
| 107              | Romain Seigle (FRA)      | 66e              |

| Cofidis COF | Cofidis COF            | Cofidis COF |
| ----------- | ---------------------- | ----------- |
| Num         | Coureur                | Pos         |
| 111         | Guillaume Martin (FRA) | 15e         |
| 112         | Fernando Barceló (ESP) | 44e         |
| 113         | Rubén Fernández (ESP)  | 76e         |
| 114         | Simon Geschke (GER)    | 59e         |
| 115         | Jesús Herrada (ESP)    | 37e         |
| 116         | Anthony Perez (FRA)    | 96e         |
| 117         | Rémy Rochas (FRA)      | 143e        |

| Trek-Segafredo TFS | Trek-Segafredo TFS   | Trek-Segafredo TFS |
| ------------------ | -------------------- | ------------------ |
| Num                | Coureur              | Pos                |
| 121                | Bauke Mollema (NED)  | 8e                 |
| 122                | Julien Bernard (FRA) | 87e                |
| 123                | Nicola Conci (ITA)   | 45e                |
| 124                | Niklas Eg (DEN)      | 113e               |
| 125                | Alexander Kamp (DEN) | 39e                |
| 126                | Michel Ries (LUX)    | 130e               |
| 127                | Toms Skujiņš (LAT)   | 22e                |

| Astana-Premier Tech APT | Astana-Premier Tech APT         | Astana-Premier Tech APT |
| ----------------------- | ------------------------------- | ----------------------- |
| Num                     | Coureur                         | Pos                     |
| 131                     | Jakob Fuglsang (DEN)            | 12e                     |
| 132                     | Alex Aranburu (ESP)             | 21e                     |
| 133                     | Stefan de Bod (RSA)             | 100e                    |
| 134                     | Omar Fraile (ESP)               | 30e                     |
| 135                     | Hugo Houle (CAN)                | AB                      |
| 136                     | Alexey Lutsenko (KAZ) (route)   | 89e                     |
| 137                     | Luis León Sánchez (ESP) (route) | 67e                     |

| AG2R Citroën Team ACT | AG2R Citroën Team ACT        | AG2R Citroën Team ACT |
| --------------------- | ---------------------------- | --------------------- |
| Num                   | Coureur                      | Pos                   |
| 141                   | Benoît Cosnefroy (FRA)       | 48e                   |
| 142                   | Tony Gallopin (FRA)          | AB                    |
| 143                   | Dorian Godon (FRA)           | 86e                   |
| 144                   | Ben O'Connor (AUS)           | 108e                  |
| 145                   | Aurélien Paret-Peintre (FRA) | 23e                   |
| 146                   | Michael Schär (SUI)          | 119e                  |
| 147                   | Greg Van Avermaet (BEL)      | 40e                   |

| Bora-Hansgrohe BOH | Bora-Hansgrohe BOH          | Bora-Hansgrohe BOH |
| ------------------ | --------------------------- | ------------------ |
| Num                | Coureur                     | Pos                |
| 151                | Maximilian Schachmann (GER) | 9e                 |
| 152                | Cesare Benedetti (ITA)      | 115e               |
| 153                | Matteo Fabbro (ITA)         | 127e               |
| 154                | Wilco Kelderman (NED)       | 27e                |
| 155                | Patrick Konrad (AUT)        | 20e                |
| 156                | Ide Schelling (NED)         | 55e                |
| 157                | Andreas Schillinger (GER)   | AB                 |

| BikeExchange BEX | BikeExchange BEX              | BikeExchange BEX |
| ---------------- | ----------------------------- | ---------------- |
| Num              | Coureur                       | Pos              |
| 161              | Esteban Chaves (COL)          | 14e              |
| 162              | Brent Bookwalter (USA)        | 104e             |
| 163              | Lucas Hamilton (AUS)          | 74e              |
| 164              | Christopher Juul Jensen (DEN) | 73e              |
| 165              | Tanel Kangert (EST)           | 112e             |
| 166              | Michael Matthews (AUS)        | 19e              |
| 167              | Mikel Nieve (ESP)             | 75e              |

| Bingoal Pauwels Sauces WB BWB | Bingoal Pauwels Sauces WB BWB | Bingoal Pauwels Sauces WB BWB |
| ----------------------------- | ----------------------------- | ----------------------------- |
| Num                           | Coureur                       | Pos                           |
| 171                           | Jelle Vanendert (BEL)         | 72e                           |
| 172                           | Laurens Huys (BEL)            | 125e                          |
| 173                           | Rémy Mertz (BEL)              | 84e                           |
| 174                           | Kenny Molly (BEL)             | 122e                          |
| 175                           | Mathijs Paasschens (NED)      | 123e                          |
| 176                           | Joël Suter (SUI)              | AB                            |
| 177                           | Luc Wirtgen (LUX)             | 46e                           |

| Intermarché-Wanty-Gobert Matériaux IWG | Intermarché-Wanty-Gobert Matériaux IWG | Intermarché-Wanty-Gobert Matériaux IWG |
| -------------------------------------- | -------------------------------------- | -------------------------------------- |
| Num                                    | Coureur                                | Pos                                    |
| 181                                    | Loïc Vliegen (BEL)                     | 92e                                    |
| 182                                    | Jan Bakelants (BEL)                    | 81e                                    |
| 183                                    | Ludwig De Winter (BEL)                 | AB                                     |
| 184                                    | Quinten Hermans (BEL)                  | 36e                                    |
| 185                                    | Maurits Lammertink (NED)               | 106e                                   |
| 186                                    | Lorenzo Rota (ITA)                     | 42e                                    |
| 187                                    | Kévin Van Melsen (BEL)                 | AB                                     |

| Total Direct Énergie TDE | Total Direct Énergie TDE | Total Direct Énergie TDE |
| ------------------------ | ------------------------ | ------------------------ |
| Num                      | Coureur                  | Pos                      |
| 191                      | Pierre Latour (FRA)      | 78e                      |
| 192                      | Mathieu Burgaudeau (FRA) | 95e                      |
| 193                      | Fabien Doubey (FRA)      | 111e                     |
| 194                      | Valentin Ferron (FRA)    | 64e                      |
| 195                      | Marlon Gaillard (FRA)    | AB                       |
| 196                      | Fabien Grellier (FRA)    | 121e                     |
| 197                      | Julien Simon (FRA)       | 41e                      |

| Alpecin-Fenix AFC | Alpecin-Fenix AFC       | Alpecin-Fenix AFC |
| ----------------- | ----------------------- | ----------------- |
| Num               | Coureur                 | Pos               |
| 201               | Louis Vervaeke (BEL)    | AB                |
| 202               | Jimmy Janssens (BEL)    | 88e               |
| 203               | Xandro Meurisse (BEL)   | 117e              |
| 204               | Kristian Sbaragli (ITA) | 51e               |
| 205               | Ben Tulett (GBR)        | 54e               |
| 206               | Otto Vergaerde (BEL)    | AB                |
| 207               | Philipp Walsleben (GER) | AB                |

| Gazprom-RusVelo GAZ | Gazprom-RusVelo GAZ      | Gazprom-RusVelo GAZ |
| ------------------- | ------------------------ | ------------------- |
| Num                 | Coureur                  | Pos                 |
| 211                 | Ilnur Zakarin (RUS)      | 53e                 |
| 212                 | Sergey Chernetskiy (RUS) | 90e                 |
| 213                 | Roman Kreuziger (CZE)    | AB                  |
| 214                 | Petr Rikunov (RUS)       | AB                  |
| 215                 | Evgeny Shalunov (RUS)    | AB                  |
| 216                 | Dmitri Strakhov (RUS)    | 144e                |
| 217                 | Simone Velasco (ITA)     | 97e                 |

| Lotto-Soudal LTS | Lotto-Soudal LTS         | Lotto-Soudal LTS |
| ---------------- | ------------------------ | ---------------- |
| Num              | Coureur                  | Pos              |
| 221              | Tim Wellens (BEL)        | 24e              |
| 222              | Philippe Gilbert (BEL)   | 102e             |
| 223              | Sébastien Grignard (BEL) | 141e             |
| 224              | Tomasz Marczyński (POL)  | 91e              |
| 225              | Sylvain Moniquet (BEL)   | 85e              |
| 226              | Tosh Van der Sande (BEL) | 146e             |
| 227              | Harm Vanhoucke (BEL)     | 68e              |

| Qhubeka Assos TQA | Qhubeka Assos TQA        | Qhubeka Assos TQA |
| ----------------- | ------------------------ | ----------------- |
| Num               | Coureur                  | Pos               |
| 231               | Domenico Pozzovivo (ITA) | 60e               |
| 232               | Sander Armée (BEL)       | 110e              |
| 233               | Fabio Aru (ITA)          | 61e               |
| 234               | Sean Bennett (USA)       | 145e              |
| 235               | Simon Clarke (AUS)       | 32e               |
| 236               | Sergio Henao (COL)       | 77e               |
| 237               | Robert Power (AUS)       | 57e               |

| Sport Vlaanderen-Baloise SVB | Sport Vlaanderen-Baloise SVB | Sport Vlaanderen-Baloise SVB |
| ---------------------------- | ---------------------------- | ---------------------------- |
| Num                          | Coureur                      | Pos                          |
| 241                          | Thomas Sprengers (BEL)       | 103e                         |
| 242                          | Ruben Apers (BEL)            | 136e                         |
| 243                          | Alex Colman (BEL)            | 147e                         |
| 244                          | Rune Herregodts (BEL)        | 126e                         |
| 245                          | Julian Mertens (BEL)         | 128e                         |
| 246                          | Aaron Van Poucke (BEL)       | 93e                          |
| 247                          | Aaron Verwilst (BEL)         | AB                           |

| Jumbo-Visma TJV | Jumbo-Visma TJV             | Jumbo-Visma TJV |
| --------------- | --------------------------- | --------------- |
| Num             | Coureur                     | Pos             |
| 1               | Primož Roglič (SLO) (route) | 13e             |
| 2               | Robert Gesink (NED)         | 47e             |
| 3               | Lennard Hofstede (NED)      | 142e            |
| 4               | Paul Martens (GER)          | AB              |
| 5               | Sam Oomen (NED)             | 94e             |
| 6               | Christoph Pfingsten (GER)   | AB              |
| 7               | Jonas Vingegaard (DEN)      | 28e             |

| UAE Team Emirates UAD | UAE Team Emirates UAD      | UAE Team Emirates UAD |
| --------------------- | -------------------------- | --------------------- |
| Num                   | Coureur                    | Pos                   |
| 11                    | Tadej Pogačar (SLO)        | 1er                   |
| 12                    | Rui Costa (POR)            | 63e                   |
| 13                    | David de la Cruz (ESP)     | AB                    |
| 14                    | Davide Formolo (ITA)       | 16e                   |
| 15                    | Marc Hirschi (SUI)         | 6e                    |
| 16                    | Vegard Stake Laengen (NOR) |                       |
| 17                    | Brandon McNulty (USA)      | AB                    |

| Bahrain Victorious TBV | Bahrain Victorious TBV  | Bahrain Victorious TBV |
| ---------------------- | ----------------------- | ---------------------- |
| Num                    | Coureur                 | Pos                    |
| 21                     | Wout Poels (NED)        | 109e                   |
| 22                     | Eros Capecchi (ITA)     | AB                     |
| 23                     | Jack Haig (AUS)         | 17e                    |
| 24                     | Heinrich Haussler (AUS) | AB                     |
| 25                     | Matej Mohorič (SLO)     | 10e                    |
| 26                     | Mark Padun (UKR)        | 79e                    |
| 27                     | Dylan Teuns (BEL)       | 34e                    |

| Deceuninck-Quick Step DQT | Deceuninck-Quick Step DQT        | Deceuninck-Quick Step DQT |
| ------------------------- | -------------------------------- | ------------------------- |
| Num                       | Coureur                          | Pos                       |
| 31                        | Julian Alaphilippe (FRA) (route) | 2e                        |
| 32                        | João Almeida (POR)               | 65e                       |
| 33                        | Dries Devenyns (BEL)             | AB                        |
| 34                        | Mikkel Honoré (DEN)              | 50e                       |
| 35                        | James Knox (GBR)                 | 33e                       |
| 36                        | Pieter Serry (BEL)               | 138e                      |
| 37                        | Mauri Vansevenant (BEL)          | 80e                       |

| Movistar Team MOV | Movistar Team MOV        | Movistar Team MOV |
| ----------------- | ------------------------ | ----------------- |
| Num               | Coureur                  | Pos               |
| 41                | Alejandro Valverde (ESP) | 4e                |
| 42                | Jorge Arcas (ESP)        | 129e              |
| 43                | Matteo Jorgenson (USA)   | 56e               |
| 44                | Lluís Mas (ESP)          | AB                |
| 45                | Enric Mas (ESP)          | 116e              |
| 46                | Gonzalo Serrano (ESP)    | 118e              |
| 47                | Carlos Verona (ESP)      | 71e               |

| EF Education-Nippo EFN | EF Education-Nippo EFN         | EF Education-Nippo EFN |
| ---------------------- | ------------------------------ | ---------------------- |
| Num                    | Coureur                        | Pos                    |
| 51                     | Sergio Higuita (COL) (route)   | 31e                    |
| 52                     | Jonathan Caicedo (ECU) (route) | 107e                   |
| 53                     | Simon Carr (GBR)               | 131e                   |
| 54                     | Lawson Craddock (USA)          | 139e                   |
| 55                     | Alex Howes (USA) (route)       | 99e                    |
| 56                     | Michael Valgren (DEN)          | 58e                    |
| 57                     | Hideto Nakane (JPN)            | AB                     |

| Team DSM DSM | Team DSM DSM             | Team DSM DSM |
| ------------ | ------------------------ | ------------ |
| Num          | Coureur                  | Pos          |
| 61           | Tiesj Benoot (BEL)       | 7e           |
| 62           | Nikias Arndt (GER)       | 98e          |
| 63           | Mark Donovan (GBR)       | 38e          |
| 64           | Chris Hamilton (AUS)     | 69e          |
| 65           | Andreas Leknessund (NOR) | AB           |
| 66           | Martijn Tusveld (NED)    | 49e          |
| 67           | Kevin Vermaerke (USA)    | 140e         |

| Arkéa-Samsic ARK | Arkéa-Samsic ARK         | Arkéa-Samsic ARK |
| ---------------- | ------------------------ | ---------------- |
| Num              | Coureur                  | Pos              |
| 71               | Warren Barguil (FRA)     | 26e              |
| 72               | Thibault Guernalec (FRA) | 137e             |
| 73               | Kévin Ledanois (FRA)     | 114e             |
| 74               | Łukasz Owsian (POL)      | 82e              |
| 75               | Laurent Pichon (FRA)     | 43e              |
| 76               | Alan Riou (FRA)          | 133e             |
| 77               | Diego Rosa (ITA)         | 52e              |

| Ineos Grenadiers IGD | Ineos Grenadiers IGD     | Ineos Grenadiers IGD |
| -------------------- | ------------------------ | -------------------- |
| Num                  | Coureur                  | Pos                  |
| 81                   | Richard Carapaz (ECU)    | DQ                   |
| 82                   | Eddie Dunbar (IRL)       | 124e                 |
| 83                   | Tao Geoghegan Hart (GBR) | 35e                  |
| 84                   | Michał Gołaś (POL)       | 135e                 |
| 85                   | Michał Kwiatkowski (POL) | 11e                  |
| 86                   | Luke Rowe (GBR)          | 134e                 |
| 87                   | Adam Yates (GBR)         | 18e                  |

| Israel Start-Up Nation ISN | Israel Start-Up Nation ISN   | Israel Start-Up Nation ISN |
| -------------------------- | ---------------------------- | -------------------------- |
| Num                        | Coureur                      | Pos                        |
| 91                         | Michael Woods (CAN)          | 5e                         |
| 92                         | Guillaume Boivin (CAN)       | AB                         |
| 93                         | Omer Goldstein (ISR) (route) | 101e                       |
| 94                         | Reto Hollenstein (SUI)       | 120e                       |
| 95                         | Daryl Impey (RSA)            | 70e                        |
| 96                         | Krists Neilands (LAT)        | 25e                        |
| 97                         | Guy Sagiv (ISR)              | AB                         |

| Groupama-FDJ GFC | Groupama-FDJ GFC         | Groupama-FDJ GFC |
| ---------------- | ------------------------ | ---------------- |
| Num              | Coureur                  | Pos              |
| 101              | David Gaudu (FRA)        | 3e               |
| 102              | Bruno Armirail (FRA)     | AB               |
| 103              | William Bonnet (FRA)     | AB               |
| 104              | Matthieu Ladagnous (FRA) | 105e             |
| 105              | Valentin Madouas (FRA)   | 83e              |
| 106              | Rudy Molard (FRA)        | 62e              |
| 107              | Romain Seigle (FRA)      | 66e              |

| Cofidis COF | Cofidis COF            | Cofidis COF |
| ----------- | ---------------------- | ----------- |
| Num         | Coureur                | Pos         |
| 111         | Guillaume Martin (FRA) | 15e         |
| 112         | Fernando Barceló (ESP) | 44e         |
| 113         | Rubén Fernández (ESP)  | 76e         |
| 114         | Simon Geschke (GER)    | 59e         |
| 115         | Jesús Herrada (ESP)    | 37e         |
| 116         | Anthony Perez (FRA)    | 96e         |
| 117         | Rémy Rochas (FRA)      | 143e        |

| Trek-Segafredo TFS | Trek-Segafredo TFS   | Trek-Segafredo TFS |
| ------------------ | -------------------- | ------------------ |
| Num                | Coureur              | Pos                |
| 121                | Bauke Mollema (NED)  | 8e                 |
| 122                | Julien Bernard (FRA) | 87e                |
| 123                | Nicola Conci (ITA)   | 45e                |
| 124                | Niklas Eg (DEN)      | 113e               |
| 125                | Alexander Kamp (DEN) | 39e                |
| 126                | Michel Ries (LUX)    | 130e               |
| 127                | Toms Skujiņš (LAT)   | 22e                |

| Astana-Premier Tech APT | Astana-Premier Tech APT         | Astana-Premier Tech APT |
| ----------------------- | ------------------------------- | ----------------------- |
| Num                     | Coureur                         | Pos                     |
| 131                     | Jakob Fuglsang (DEN)            | 12e                     |
| 132                     | Alex Aranburu (ESP)             | 21e                     |
| 133                     | Stefan de Bod (RSA)             | 100e                    |
| 134                     | Omar Fraile (ESP)               | 30e                     |
| 135                     | Hugo Houle (CAN)                | AB                      |
| 136                     | Alexey Lutsenko (KAZ) (route)   | 89e                     |
| 137                     | Luis León Sánchez (ESP) (route) | 67e                     |

| AG2R Citroën Team ACT | AG2R Citroën Team ACT        | AG2R Citroën Team ACT |
| --------------------- | ---------------------------- | --------------------- |
| Num                   | Coureur                      | Pos                   |
| 141                   | Benoît Cosnefroy (FRA)       | 48e                   |
| 142                   | Tony Gallopin (FRA)          | AB                    |
| 143                   | Dorian Godon (FRA)           | 86e                   |
| 144                   | Ben O'Connor (AUS)           | 108e                  |
| 145                   | Aurélien Paret-Peintre (FRA) | 23e                   |
| 146                   | Michael Schär (SUI)          | 119e                  |
| 147                   | Greg Van Avermaet (BEL)      | 40e                   |

| Bora-Hansgrohe BOH | Bora-Hansgrohe BOH          | Bora-Hansgrohe BOH |
| ------------------ | --------------------------- | ------------------ |
| Num                | Coureur                     | Pos                |
| 151                | Maximilian Schachmann (GER) | 9e                 |
| 152                | Cesare Benedetti (ITA)      | 115e               |
| 153                | Matteo Fabbro (ITA)         | 127e               |
| 154                | Wilco Kelderman (NED)       | 27e                |
| 155                | Patrick Konrad (AUT)        | 20e                |
| 156                | Ide Schelling (NED)         | 55e                |
| 157                | Andreas Schillinger (GER)   | AB                 |

| BikeExchange BEX | BikeExchange BEX              | BikeExchange BEX |
| ---------------- | ----------------------------- | ---------------- |
| Num              | Coureur                       | Pos              |
| 161              | Esteban Chaves (COL)          | 14e              |
| 162              | Brent Bookwalter (USA)        | 104e             |
| 163              | Lucas Hamilton (AUS)          | 74e              |
| 164              | Christopher Juul Jensen (DEN) | 73e              |
| 165              | Tanel Kangert (EST)           | 112e             |
| 166              | Michael Matthews (AUS)        | 19e              |
| 167              | Mikel Nieve (ESP)             | 75e              |

| Bingoal Pauwels Sauces WB BWB | Bingoal Pauwels Sauces WB BWB | Bingoal Pauwels Sauces WB BWB |
| ----------------------------- | ----------------------------- | ----------------------------- |
| Num                           | Coureur                       | Pos                           |
| 171                           | Jelle Vanendert (BEL)         | 72e                           |
| 172                           | Laurens Huys (BEL)            | 125e                          |
| 173                           | Rémy Mertz (BEL)              | 84e                           |
| 174                           | Kenny Molly (BEL)             | 122e                          |
| 175                           | Mathijs Paasschens (NED)      | 123e                          |
| 176                           | Joël Suter (SUI)              | AB                            |
| 177                           | Luc Wirtgen (LUX)             | 46e                           |

| Intermarché-Wanty-Gobert Matériaux IWG | Intermarché-Wanty-Gobert Matériaux IWG | Intermarché-Wanty-Gobert Matériaux IWG |
| -------------------------------------- | -------------------------------------- | -------------------------------------- |
| Num                                    | Coureur                                | Pos                                    |
| 181                                    | Loïc Vliegen (BEL)                     | 92e                                    |
| 182                                    | Jan Bakelants (BEL)                    | 81e                                    |
| 183                                    | Ludwig De Winter (BEL)                 | AB                                     |
| 184                                    | Quinten Hermans (BEL)                  | 36e                                    |
| 185                                    | Maurits Lammertink (NED)               | 106e                                   |
| 186                                    | Lorenzo Rota (ITA)                     | 42e                                    |
| 187                                    | Kévin Van Melsen (BEL)                 | AB                                     |

| Total Direct Énergie TDE | Total Direct Énergie TDE | Total Direct Énergie TDE |
| ------------------------ | ------------------------ | ------------------------ |
| Num                      | Coureur                  | Pos                      |
| 191                      | Pierre Latour (FRA)      | 78e                      |
| 192                      | Mathieu Burgaudeau (FRA) | 95e                      |
| 193                      | Fabien Doubey (FRA)      | 111e                     |
| 194                      | Valentin Ferron (FRA)    | 64e                      |
| 195                      | Marlon Gaillard (FRA)    | AB                       |
| 196                      | Fabien Grellier (FRA)    | 121e                     |
| 197                      | Julien Simon (FRA)       | 41e                      |

| Alpecin-Fenix AFC | Alpecin-Fenix AFC       | Alpecin-Fenix AFC |
| ----------------- | ----------------------- | ----------------- |
| Num               | Coureur                 | Pos               |
| 201               | Louis Vervaeke (BEL)    | AB                |
| 202               | Jimmy Janssens (BEL)    | 88e               |
| 203               | Xandro Meurisse (BEL)   | 117e              |
| 204               | Kristian Sbaragli (ITA) | 51e               |
| 205               | Ben Tulett (GBR)        | 54e               |
| 206               | Otto Vergaerde (BEL)    | AB                |
| 207               | Philipp Walsleben (GER) | AB                |

| Gazprom-RusVelo GAZ | Gazprom-RusVelo GAZ      | Gazprom-RusVelo GAZ |
| ------------------- | ------------------------ | ------------------- |
| Num                 | Coureur                  | Pos                 |
| 211                 | Ilnur Zakarin (RUS)      | 53e                 |
| 212                 | Sergey Chernetskiy (RUS) | 90e                 |
| 213                 | Roman Kreuziger (CZE)    | AB                  |
| 214                 | Petr Rikunov (RUS)       | AB                  |
| 215                 | Evgeny Shalunov (RUS)    | AB                  |
| 216                 | Dmitri Strakhov (RUS)    | 144e                |
| 217                 | Simone Velasco (ITA)     | 97e                 |

| Lotto-Soudal LTS | Lotto-Soudal LTS         | Lotto-Soudal LTS |
| ---------------- | ------------------------ | ---------------- |
| Num              | Coureur                  | Pos              |
| 221              | Tim Wellens (BEL)        | 24e              |
| 222              | Philippe Gilbert (BEL)   | 102e             |
| 223              | Sébastien Grignard (BEL) | 141e             |
| 224              | Tomasz Marczyński (POL)  | 91e              |
| 225              | Sylvain Moniquet (BEL)   | 85e              |
| 226              | Tosh Van der Sande (BEL) | 146e             |
| 227              | Harm Vanhoucke (BEL)     | 68e              |

| Qhubeka Assos TQA | Qhubeka Assos TQA        | Qhubeka Assos TQA |
| ----------------- | ------------------------ | ----------------- |
| Num               | Coureur                  | Pos               |
| 231               | Domenico Pozzovivo (ITA) | 60e               |
| 232               | Sander Armée (BEL)       | 110e              |
| 233               | Fabio Aru (ITA)          | 61e               |
| 234               | Sean Bennett (USA)       | 145e              |
| 235               | Simon Clarke (AUS)       | 32e               |
| 236               | Sergio Henao (COL)       | 77e               |
| 237               | Robert Power (AUS)       | 57e               |

| Sport Vlaanderen-Baloise SVB | Sport Vlaanderen-Baloise SVB | Sport Vlaanderen-Baloise SVB |
| ---------------------------- | ---------------------------- | ---------------------------- |
| Num                          | Coureur                      | Pos                          |
| 241                          | Thomas Sprengers (BEL)       | 103e                         |
| 242                          | Ruben Apers (BEL)            | 136e                         |
| 243                          | Alex Colman (BEL)            | 147e                         |
| 244                          | Rune Herregodts (BEL)        | 126e                         |
| 245                          | Julian Mertens (BEL)         | 128e                         |
| 246                          | Aaron Van Poucke (BEL)       | 93e                          |
| 247                          | Aaron Verwilst (BEL)         | AB                           |